# Ohrwurm (Hörspielpreis)
Der Ohrwurm ist ein deutscher Hörspielpreis, der von einer Jury aus Hörspielproduzenten, -autoren und -kennern im Rahmen des Leipziger Hörspielsommers an Nachwuchshörspielmacher vergeben wird. Der Preis wurde erstmals auf dem Leipziger Hörspielsommer vom 13. bis 21. Juli 2003 vergeben. Seit 2004 heißt der Preis „Internationaler Hörspielwettbewerb des Hörspielsommers“.

## Preisträger
2003
- 1. Preis: W-Ort von Blanka Stolz, Daniel Beskos, Peter Reichenbach
- 2. Preis: Briefe an C. von Jana Schuldt, Andrea Kilches
- 3. Preis: Schneetreiben im Frühling von Obiora C-Ik Ofoedu, Bearbeitung/Regie: Fabian Kühlein, Florian Wöhrl
- Jurorenpreis: Die Flaschenpost von Maximilian Faber

2004
- 1. Preis: Ritzen von Walter Kohl, Regie: Steffen Moratz
- 2. Preis: Die Vertriebenen von Silvia Lamprecht, Ingo Sasgen und Rainer Konietschke
- 3. Preis: Vermessung des Labyrinths von Dirk Heine

2005
- 1. Preis: Der Gang von Luise Boege und Michael Fersch
- 2. Preis: Mein Kühlschrank und ihr Eierschneider von Michael Fersch und Jan Bischof
- 3. Preis: Erstaunlich unbekümmert aneinander vorbeigelebt von Projektzone
- Lobende Erwähnung der Jury: Portable Memories von Beate Kurecki

2006
- 1. Preis: Tages Todestag von Kristoffer Keudel
- 2. Preis: er.ich von Jan Decker
- 3. Preis: Die Sonne, ein Park geht unter von Carsten Brandau
- Lobende Erwähnung der Jury: 
  - Ein heller Stern oder Der Traum von Weihnachten von Thomas Kirsche
  - 20.000 Nanometer unter der Erde von Michael Fersch und Jan Bischof
  - Vom Hörensehen – Der Universalkünstler Raoul Hausmann als Entdecker unseres sechsten Sinns oder Unsinns von Kilian Görl
  - Geh-Hör-Gang von Frieder Zimmermann und René Harder

2007
- 1. Preis: Sinnan vom Hörspielmacherteam Schröter und Berger
- 2. Preis: Zukunft, re-visited von Michael Kanofsky
- 3. Preis: Unsere Straße von Carsten Brandau
- Lobende Erwähnung der Jury: 
  - Junge von Audiozwilling
  - Die Stimme des Folterers von Jan Treuner
  - Das Meer von Gerriet K. Sharma und Gunther Geltinger

2008
- Bester Autor: Wir sind nicht das Ende von Carsten Brandau sowie Letzte Bilder von Jan Decker
- Beste Regie: Edisni Jens Uwe Bartholomäus
- Bestes Kurzhörspiel: Liebe Hörer von Daniel Mezger

2009
- Beste Geschichte: Hundelebensberatung von Tom Heithoff
- Beste Regie: Republik Pizza von Carsten Brandau
- Bestes Klangbild: Feuerbachstraße 20 von Jan Frederik Vogt

2010
- Beste Inszenierung: This is your penis, and this is your penis on drugs von Jan Frederik Vogt
- Beste Idee: Wir bleiben alle von Andreas Kubitza
- Bester Sprecher: Dein Schweigen von Katja Fischer, Rebecca Schuster und Felix Renard

2011
- Beste Inszenierung: Der Tod und die Kinder von Martin Bauch in der Regie von Sebastian Hocke
- Beste Idee: Irgendwann kriegen wir Euch alle von Christof Pilsl und Stefanie Heim
- Beste Montage: Kennst du schon Ken von Simon Kamphans und Matthias Lang

2012
- Bestes Kurzhörspiel: Ins Wasser von Christian Udo Eichner und Tristan Vostry, Sounddesign und 5.1 Mischung Maximilian Werkhausen
- Bestes Langhörspiel: Beer slowly and pee von Florian Schenkel und Colin Djukic
- Beste Inszenierungsidee: Heiko – Alles auf Kopf von Paul Seelhorst, Paule Harzer und Benjamin Mildner
- Lobende Erwähnung: Großvaters Haus von Maria Antonia Schmidt und Elena Zieser

2014
- Beste Inszenierung: Eigengrau von Ludwig Berger
- Beste Idee: Trabant Z1: Mythos auf vier Rädern – Eine Retrospektive von Jean-Reiner Jung und Philip Boesecke
- Bestes Klangbild: Play Back von Florian Hohnhorst
- Lobende Erwähnung: Tobi von Sebastian Hocke